# جورج فريدريك فيلهلم
جورج فريدريك فيلهلم (بالألمانية: George Rümker)‏ (و. 1832 – 1900 م) هو عالم فلك من ألمانيا .
توفي في هامبورغ، عن عمر يناهز 68 عاماً.